# Трофеи (книга)
«Трофеи» (фр. Les Trophées) — сборник стихов французского поэта Жозе Марии де Эредиа, опубликованный в 1893 году.
Книга включает 118 сонетов, которые сгруппированы по тематическому принципу («Греция и Сицилия», «Рим и варвары», «Средние века и Возрождение») и посвящены главным образом описанию предметов или пейзажей, передающему колорит страны и эпохи. Под обложкой «Трофеев» была издана большая часть всего творческого наследия Эредиа.
«Трофеи» поразили современников совершенством формы, красочностью описаний и изяществом языка. Книга пользовалась огромным успехом: первый тираж раскупили за несколько часов.